# بولتاتا
بولتاتا (بالبلغارية: Болтата)‏ قرية تقع إدارياً ضمن بلدية غابروفو ‏ في بلغاريا. ويبلغ عدد سكانها 7 نسمة حسب تعداد 15 مارس 2015. تعتمد بولتاتا للبريد على الرمز البريدي 5340.